# پدر پسری
پدر پسری مجموعه ای تلویزیونی به کارگردانی محمدرضا حاجی‌غلامی، تهیه کنندگی رضا جودی و نویسندگی احسان ثقفی است که در قالب ۴۰ قسمت ۳۵ دقیقه ای برای پخش در رمضان ۱۳۹۹ از شبکه پنج سیما تولید و روی آنتن رفت. این مجموعه تلویزیونی اقتباسی از کتاب «آخرین نشان مردی» به قلم مهرداد صدقی است که به صورت طنزگونه و اپیزودیک و در قالب طنز موقعیت (سیت کام) ساخته شده و هر قسمت آن داستانی مجزا دارد که در همان قسمت تمام می‌شود.

## خلاصه داستان
این مجموعه تلویزیونی روایتی است از داستان زندگی حامد (با بازی محمدجواد جعفرپور)، دانشجوی پرتلاشی که متوجه می‌شود تنها یک ماه برای تحویل پایان‌نامه خود فرصت دارد و این ماجرا او را درگیر اتفاقات شیرین و طنز گونه‌ای می‌کند.

## بازیگران
| بازیگر            | شخصیت  | نقش              |
| ----------------- | ------ | ---------------- |
| عزت‌الله مهرآوران  | اکبر   | پدر حامد         |
| مریم سرمدی        | طاهره  | مادر حامد        |
| محمدجواد جعفرپور  | حامد   | پسر اکبر و طاهره |
| افشین سنگ‌چاپ      | عطاری  | شوهر‌خاله حامد    |
| کتایون بختیاری    | شیرین  | خاله حامد        |
| مهران رجبی        | مسعود  | دایی حامد        |
| یدالله شادمانی    |        | پدر‌بزرگ حامد     |
| مهدیس توکلی       |        |                  |
| مهسا غفوری        |        |                  |
| سیاوش چراغی‌پور    | فرهمند |                  |
| فرخنده فرمانی‌زاده |        |                  |
| مونا اسکندری      |        |                  |
| علی آشمند         |        |                  |
| فریماه احمدی      |        |                  |
| فربد احمدی        |        |                  |